# 화살머리고지 전투 (1953년)
화살머리고지 전투(Battle of Arrowhead Hill)는 휴전 직전인 1953년 여름, 철원의 백마고지와 화살머리고지(281고지)를 확보하고 있던 국군 제2사단(사단장, 김웅수준장)을 받고도 방어하기 위한 두 차례의 방어전투를 치르면서 고지를 성공적으로 사수한 전투이다.
한국전쟁이 끝나갈 무렵 국군과 유엔군, 공산군은 모두 그 전까지 구축한 전선을 유지하면서도 더 유리한 고지를 점령하기 위한 고지 쟁탈전, 수색정찰전, 참호전 등이 이루어지고 있었다. 그 중에서도 중공군은 철원 평야에서 상대의 상태를 파악하기 위하여 백마고지와 화살머리 고지(281고지)를 점령하고자 공격을 시도했고 국군은 철원 평야가 감시되는 것을 막기 위하여 백마고지 및 화살머리고지의 완전한 확보를 위한 방어전을 실시하게 되었다.

## 개요

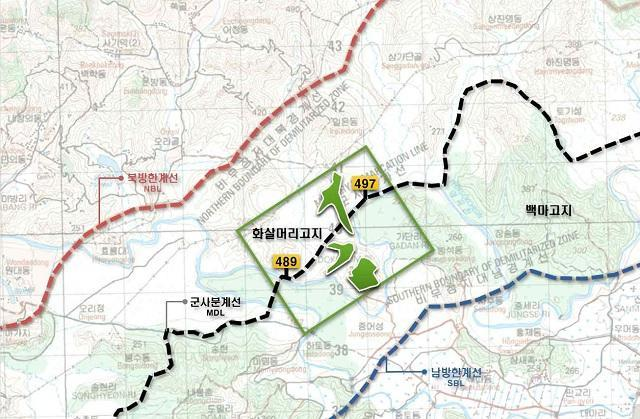
화살머리고지 위치 - 백마고지의 남서쪽 3km 지점에 위치한 해발 281m 고지

화살머리고지 전투는 1953년 강원도 철원 화살머리고지에서 한국전쟁 휴전(1953년 7월 27일)을 앞두고 6월 29일~7월 11일 중공군 제 73사단 병력과 국군 제2사단(사단장,김웅수준장) 사이에서 2차에 결쳐 벌어진 치열한 고지 쟁탈전이다.
화살머리고지는 강원도 철원군 철원읍 대마리 일대에 있는 고지로 백마고지의 남서쪽 3km 지점에 위치한 해발 281m 고지이다. 화살촉 모양으로 남쪽으로 돌출된 형태를 띠고 있어서 그러한 이름으로 불린다.
강원도 평강군, 철원군, 김화군을 잇는 지리상의 삼각지대이며 화살머리고지 또한 포함하는 철의 삼각지대(Iron Triangle)는 한국 전쟁 때 대한민국을 공격하기 위한 조선인민군의 본거지 기능을 했다. 이 지역의 확보는 곧 중부전선의 확보로 이어지기 때문에 중요한 장소로 여겨졌다. 철의 삼각지대라는 이름은 지역의 특성상 아군이 공격하기에는 불리하지만 적이 방어하기에는 유리한 지형적 특징을 가지고 있는, 난공불락의 여건 하에 붙여졌다.

## 배경
철원평야에서 국군 제2사단과 대치하고 있던 중공군 제23군은 1953년 6월 12일에 제29사단 제205연대를 백마고지로 투입시켜 공격을 실시했으나 국군 제2사단 제32연대의 철저한 진지방어와 강력한 화력에 의해 실패했다. 이에 중공군은 제73사단을 화살고지로 투입시켜 국군 제2사단을 물리쳐서 고지를 점령하고 백마고지 측방을 위협함으로써 두 고지를 동시에 탈취하기 위하여 먼저 화살머리고지에 대한 공격을 실시했다.

## 원인
1953년 6월 12일 중공군 제23군 예하의 제69사단 제205연대를 백마고지에 투입하여 공격하였으나 국군 제2사단 제32연대의 방어를 뚫지 못한다. 백마고지를 점령하지 못한 중공군이 추가적으로 제73사단 병력을 투입하는데, 그 장소가 바로 백마고지에서 남서쪽 방향으로 3km 떨어진 화살머리고지이다.
화살머리고지는 경원선 철도와 연천-철원을 잇는 교통로에 인접하고 있기 때문에 백마고지와 더불어 중부전선 방어를 위한 주요한 군사적 요충지였다. 이곳을 빼앗기면 이른바 ‘철의 삼각지대’라고 불리는 ‘평강·철원·김화’ 지역으로 향하는 보급로가 차단될 위험이 있었기 때문에 한국전쟁 당시 치열한 전투가 벌어질 수밖에 없는 곳이었다.
백마고지를 점령하지 못한 중공군이 화살머리고지로 눈을 돌리어 추가적인 병력을 투입한 것은 화살머리고지를 먼저 점령한 후 백마고지의 측면을 재공격하여 두 고지를 모두 점령하려는 계획을 실행하기 위함이었다. 그렇게 1953년 6월 20일-30일 화살머리고지에 대한 1차 공격이 시행되었고 며칠 지나지 않아 7월 6일-11일에 2차 공격을 가했다.

## 전개

### 중공군 공격 및 국군 방어
중공군 제73사단은 화살머리고지를 두 차례 공격을 실시했다. 1차는 1953년 6월 29일~6월 30일에 2차는 7월 6일~7월 11일에 실시했다. 화살머리고지 지역은 원래 미군 제3사단이 방어하고 있었다. 1952년 12월 29일, 국군 제2사단은 미군 제9군단의 작전지시에 따라 이 전투지역을 인수를 받은 것이다. 국군 제2사단은 우측에 미군 제2사단과 좌측에 미군 제7사단과 전선을 연결하고 전투지역 방어를 맡은 것이다. 국군 제2사단은 제31연대를 우측, 백마고지와 화살머리고지를 포함한 지역인 좌측은 제32연대를 배치하고 제17연대를 예비로 방어에 임했다. 국군 제2사단은 95퍼센트 수준의 병력과 장비를 유지하고, 군단의 미군 제12포병대대를 포함하여 제15, 37, 674포병대대의 화력지원과 미군 제5공군의 전술공군 화력 지원도 가능하고 보급도 충분한 편이었다.

### 제1차 전투
6월 29일, 국군 제2사단 제32연대는 화살머리고지 전방에 전초진지 두 개를 구축하고 방어하면서 서북방을 공격을 해봤지만 중공군은 제32연대의 전초진지를 공격했다. 국군 제2사단은 제32연대 제2대대는 동굴작전으로 방어하라고 하고 제17연대 제3대대를 투입하여 적군을 물리치고, 다시 공격해오는 적군을 격퇴했다. 이 전투에서 국군 제2사단은 32명의 전사자와 3명의 실종자, 그리고 44명의 부상자가 나왔다. 하지만 국군 제2사단은 중공군을 400여명을 사살하고 3명의 포로를 잡고 20여 정의 소총을 노획했다.

### 제2차 전투
7월 6일, 중공군 제73사단은 공격을 다시 시작했다. 공격을 개시한 제218연대는 1개 소대가 지키고 있던 두 개의 전초진지 공격하여 7월 7일에 점령했다. 국군 제2사단은 제17연대 3대대를 제32연대에 배속시켜 역습에 감행했다. 그 결과, 좌측 진지 하나만 탈환할 수 있었다.
7월 8일, 국군 제2사단은 제31연대 제2대대를 투입시켜 우측 진지 탈환하라고 했고 이것마저 탈환했다.
7월 9일, 중공군의 공격으로 진지를 다시 중공군 손아귀에 들어갔다. 국군 제2사단은 제31연대 1대대를 투입시켜 진지를 다시 탈환하려 했으나 실패로 돌아갔다. 그리하여 국군 제2사단장 (김웅수준장)은 31,32연대를 동시에 야간에 투입시켜 전초진지 뿐만 아니라, 그 후방에 위치한 중공군의 중간 거점까지 공격하려는 과감한 역습작전을 계획했다.
7월 11일, 국군 제2사단장 (김웅수준장) 시 에 제31, 32연대를 공격 명령을 내렸다. 그 결과 제31연대는 전초진지를 탈환에 성공하고, 제32연대는 그 후방에 위치한 중공군 중간 거점을 장악한 후에 철수하여 역습작전은 성공적으로 마쳤다. 이로써 국군 제2사단은 백마고지왈 화살머리고지를 포함해서 전투지역을 방어하고, 두 고지를 탈취하려던 중공군의 기도를 좌절시켰다.

## 결과 및 의의
이 전투로 국군 제2사단은 180명의 전사자와 16명의 실종자, 770여명의 부상자가 나왔다. 그렇지만 국군 제2사단은 중공군 1,300여명을 사살하고 100여 정의 소총과 4,700여 발의 수류탄을 노획한 성과를 얻었다.
휴전이 예정된 상황에서 이전의 전면전이 진지전으로 변화된 시점에 발생한 고지 쟁탈전 중 국군 제2사단의 역습으로 성공적인 결과를 얻으며 이후 휴전으로 이어진다.
휴전 직전의 치열했던 고지쟁탈전의 결과로 제 1차 전투에서 중공군 400여 명을 사살하고 3명의 포로를 생포하였으며, 20여 정의 소총을 노획하였다. 그러나 국군 제 2사단에서는 32명의 전사자와 3명의 실종자, 44명의 부상자가 발생하였다.
제 1차 전투와 2차 전투를 모두 합하였을 때, 적군 약 1,300여 명을 사살하고 10명의 포로를 포획하였으며, 100여정의 소총과 4,700여 발의 수류탄을 노획하였으나, 국군 212명(180명이라는 자료도 있음.)이 전사하고 16명의 실종자와 770여 명의 부상자가 발생했다.
축차적인(신중하게 단계를 거치는) 역습보다 과감한 역습이 더욱 필요하고, 지상이나 공중화력지원이 용이한 주간 작전보다 중공군이 흔히 실시하는 야간 작전을 수행한 것이 오히려 중공군의 허를 찔러 역습의 목적을 달성했다는 전훈을 도출할 수 있었다.

## 관련 사건

### 화살머리고지 유해 발굴

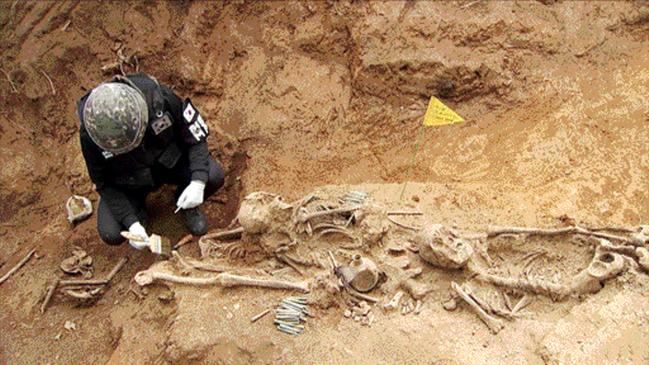
화살머리고지 유해발굴단의 작업 모습

화살머리고지 유해 발굴은 2018년 9월 18-20일 평양 남북정상회담에서 합의한 '판문점 선언 이행을 위한 군사분야 합의서'에서 남북은 DMZ 내 시범적 공동유해발굴을 '화살머리고지' 일대에서 진행하기로 합의함.
- 국방부 유해발굴감식단(국유단)이 유해를 발굴하다 보면, 화살머리고지 전투 당시 존재했던 교통호(交通壕·땅 위에 길고 좁게 파 놓은 해자)를 중심으로 국군과 중공군의 유해가 서로 뒤엉킨 채 지속적으로 확인되고 있다고 함. 전투 당시 우리 군의 전술이었던 '동굴 작전'이 그 이유라고 할 수 있음. 참전용사의 증언에 따르면, 치열한 고지전 중 우리 군이 적군에게 완전히 포위당했을 때, 동굴처럼 땅을 파고 들어가는 대신 교통호의 일부 구간을 철항(기둥)과 철조망을 이용해 엄폐호처럼 구축한 후 그 안에 들어간 이후 "내 머리 위로 쏴라"라며 아군에게 포격 지원을 요청하여 적군을 섬멸하는 작전임. 목숨을 건 최후의 '진내사격'이라고 할 수 있음.[7]
- 2018년 10월 1일부터 11월 30일까지 판문점 공동경비구역(JSA)과 화살머리고지 일대에서 지뢰, 폭발물 제거 작업을 진행했으며 2019년 2월말까지 남북 공동 유해발굴단을 구성하여 4~10월까지 7개월 동안 유해 발굴을 진행하기로 계획함.[8]

#### 유해발굴 진행 상황
- 육군 故박재권 이등중사 : 2018년 10월 23일 화살머리고지에서 발견된 첫 유해임.
- 육군 제2사단 제32연대 故남궁선 이등중사 : 2019년 5월 30일 비무장지대 내 화살머리고지 일대에서 완전유해 형태로 발굴되어 신원이 밝혀짐. 유해 신원은 남궁 이등중사의 아들 남궁왕우 씨가 2008년 등록한 DNA를 통해 확인하였음. 남궁 이등중사의 유해는 추석 전 귀환 행사 이후 유가족 협의 후 국립현충원에 안장 예정(2019.08.22 기준).[9]
- 육군 제2사단 제31연대 故김기봉 이등중사 : 2019년 5월 22일 화살머리고지 일대에서 완전유해 형태로 발굴. 탄알 장전된 M1소총과 철모, 전투화, 지갑 등과 함께 발견됨. 1951년 6·25전쟁이 발발하자 26살의 나이로 입대하여 육군 제2 보병사단에 소속되어 1953년 6월부터 중공군을 상대하는 화살머리고지 전투에 참전함. 고지를 사수한 후 7월 화살머리고지에서 전사함. 2019년 10월 8일 호국영웅 귀환행사를 통해 유해가 가족의 품으로 돌아갔으며,[10] 2019년 11월 7일 서욱 육군참모총장의 주관으로 국립대전현충원에서 안장식을 진행함.
- 화살머리고지 유해 발굴은 2019년 11월 말까지 진행될 예정이며, 아프리카돼지열병 확산으로 중단했던 유해발굴 작업을 11월 4일 재개함, 화산머리고지 일대에서 발견된 유해는 2019년 9월 기준으로 170여 구, 유품은 4만3000여 점임.[10]화살머리고지 전투에서 산화한 고(故) 김기봉 이등중사의 사진

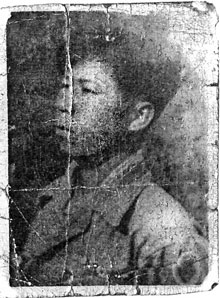
화살머리고지 전투에서 산화한 고(故) 김기봉 이등중사의 사진

#### 궁예 도성 유적 발굴
궁예 도성은 후삼국 시기 궁예가 세운 태봉국의 수도 철원의 도성이다. 강원도 철원군 홍원리 소재이며 흙과 돌을 섞은 토석혼축방식으로 만들어졌다.
- 남북은 2018년 9·19 군사합의 당시 DMZ 내 역사유적에 대한 공동조사 및 발굴 관려한 대책 협의를 진행하기로 했으나, 2019년 2월 하노이 북미 정상회담 결렬 이후 논의가 중단된 상태이다.
- 궁예 도성은 비무장지대 내에 위치하고 있으며 남북 군사분계선이 도성의 한가운데를 양분하고 있어 발굴조사가 이루어지지 못하고 있었으나, 2019년 11월 국방부 북한정책 관계자와 유엔군사령부 관계자들이 궁예도성에 인접한 GP를 방문한 후 실무차원에서 답사한 것이라는 입장을 밝혔다.[12]
- 왕궁터가 군사분계선 북쪽에 위치하고 있지만 화살머리고지 남북 공동유해발굴에도 북측이 단 한번도 응하지 않은 시점에서 궁예 도성 공동 발굴 추진보다 우선적으로 남측 지역의 단독 발굴이 논의되고 있다.

### 남북 연결도로 개설
- 국방부는 2018년 11월 22일 “‘판문점 선언 이행을 위한 군사분야 합의서(9·19 군사합의서)’ 에 따라 남북 공동유해발굴의 원활한 추진을 위해 진행한 강원도 철원군 화살머리고지 일대 남북 도로개설 연결을 완료했다”고 발표하였다. 앞서 남북 군사당국은 합의서에 따 라 화살머리고지 도로개설을 연내에 완료하기로 합의하고 2018년 10월부터 작업을 진행해 왔다. 이날 연결로 남북은 2003년 10월 경의선 도로와 2004년 12월 동해선 도로에 이어 14년 만에 도로를 잇게 되었고 특히 과거 연결된 두 도로가 한반도의 동·서쪽에 위치한 것 에 비해 이번 도로는 정전협정이 체결된 1953년 7월 27일 이후 한반도의 정중앙인 철원 지역을 통해 남북을 잇는 첫 도로라는 점에서 의미가 크다.
- 국방부는 “가장 치열했던 전쟁터의 한 가운데 남북을 연결하는 통로를 연 것은 과거 의 전쟁 상흔을 치유한다는 역사적 의미도 있다”며 “도로 개설을 통해 공동유해발굴을 효율적으로 추진할 수 있을 것으로 기대한다”고 설명했다.[13]

### DMZ 평화의 길

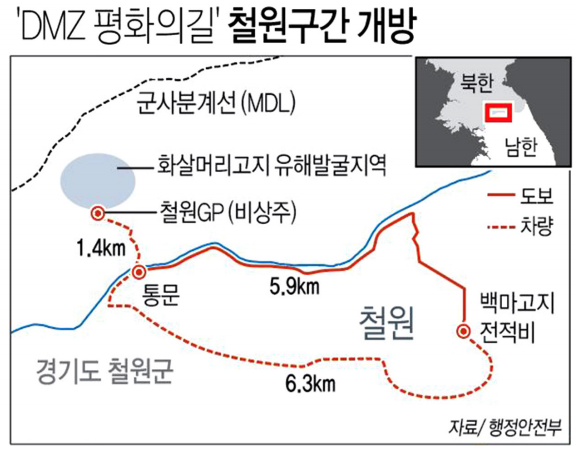
'DMZ 평화의 길' 철원 구간 (윤병노, 'DMZ 평화의 길' 철원 구간 추가 개방, 국방저널, 2019년 6월, p. 16-17)

- 2019년 5월 20일 정부는 "DMZ 평화의 길 강원도 철원 구간을 6월 1일부터 국민에게 개방한다"고 발표하였고 한반도 평화, 화합의 상징인 ‘비무장지대(DMZ) 평화의 길’이 추가 개방되었다. 개방한 철원 지역은 2018년 4월 27일 1차로 개방한 강원도 고성 구간에 이어 DMZ 내 비상주감시초소(GP) 등을 최초로 민간에 개방하는 구간이다. 철원 구간은 전체 15㎞ 거리로 3시간가량 소요된다. 백마고지 전적비에서 A통문까지는 차량으로 이동한다. A 통문부터 화살머리고지가 보이는 B통문까지는 DMZ 남 측 철책을 따라 3.5㎞를 걸어 이동한 뒤 비상주 GP까지 차량으로 이동하는 경로다. 이 구간은 주 5일(화· 목요일 휴무), 1일 2회, 1회당 20명씩 운영하고 신청 접수는 방문 희망일에 따라 순차적으로 하며, 최종 참가자는 추첨으로 정한다.[14]

## 같이 보기
- 국군 제2사단
- 백마고지
- 화살머리고지 전투(1952년 10월 6일 - 10월 10일)
- 백마고지 전투
- 비무장지대
- 한국 전쟁

## 참고 자료
- 온창일 외, <<6.25전쟁 60대 전투>>, 황금알 2010, p.303~305